# Halina Górecka
Halina Sylwia Richter-Górecka-Herrmann, poljska atletinja, * 4. februar 1938, Chorzów, Poljska.
Nastopila je na poletnih olimpijskih igrah v letih 1956, 1960, 1964 in 1968, leta 1964 je osvojila naslov olimpijske prvakinje v štafeti 4x100 m, leta 1960 pa bronasto medaljo v isti disciplini. Ob tem je nastopila tudi v teku na 100 m in teku na 200 m, kjer je najboljšo uvrstitev dosegla leta 1964 s sedmim mestom na 100 m.